# Wilhelm Souchon
Pour les articles homonymes, voir Souchon.

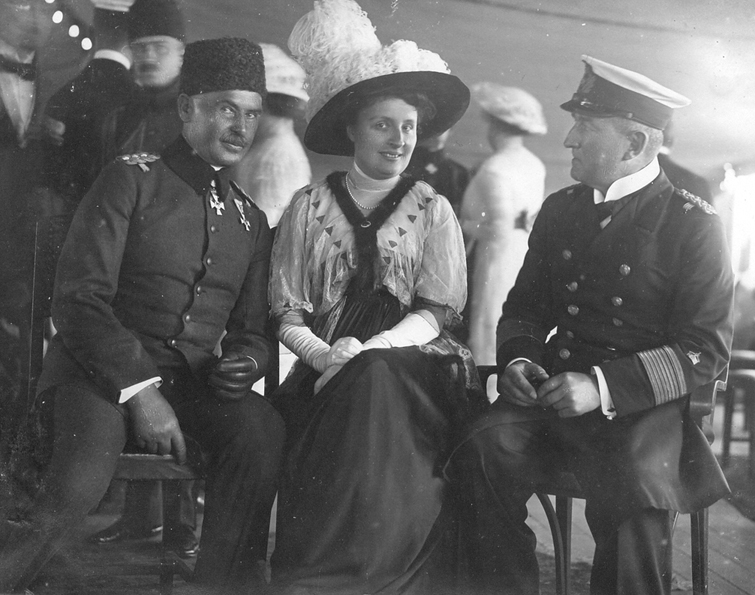
L'amiral Souchon à bord du SMS Goeben en octobre 1917 à droite, avec Otto Liman von Sanders à gauche et sa fille.

Wilhelm Anton Souchon (2 juin 1864 à Leipzig – 13 janvier 1946 à Brême) est un amiral allemand, qui commanda la division Méditerranée de la Kaiserliche Marine, au début de la Première Guerre mondiale. C'est l'un des personnages qui a le plus œuvré à l'entrée en guerre de l'Empire ottoman aux côtés de l'Empire allemand. Sa famille était d'origine huguenote, son nom se prononce à la française. 

## Biographie

### Jeunesse et début de carrière militaire
Wilhelm Souchon est le fils de l'artiste-peintre Wilhelm Ferdinand Souchon (de), issu d'une famille huguenote, et de Charlotte née Naumann, fille d'un directeur de banque berlinois. Entré à l'école navale allemande en 1881, il participe le 7 août 1884 au fort Vogelsang à Angra Pequena (baie de Lüderitz), avec l'équipage de la frégate de croisière Leipzig, à la prise de contrôle de la colonie du Sud-Ouest africain par l'Allemagne. Du 20 mai au 3 octobre 1894, Souchon est commandant du navire-école de minage du Rhin, période au cours de laquelle il est promu  Kapitänleutnant. En avril/mars 1900, il est le 1er lieutenant du navire côtier blindé Odin et en assure temporairement le commandant. Promu entretemps Korvettenkapitän, il commande l'état-major du IIe escadron (de réserve) lors des manœuvres de la flotte en 1903.
En avril 1904, Wilhelm Souchon devient chef d'état-major de l'escadre de croiseurs en Asie de l'Est sous les ordres du vice-amiral Curt von Prittwitz und Gaffron, à bord du SMS Prince Bismarck. La même année, il participe à une croisière du commandant d'escadre sur le Yangtsé, rendant visite à des dignitaires chinois de haut rang. Après d'autres missions aux Indes néerlandaises, au Japon et en Chine, où il participe à la première visite d'officiers de la marine allemande après la rébellion des Boxers à Pékin et à une audience avec l'empereur et l'impératrice douairière Cixi, Souchon revient en Europe.
À partir de juin 1906, il travaille au bureau de la marine impériale, où il est promu Kapitän zur See. En octobre 1907, il devient commandant du paquebot Wettin et en septembre 1909, chef d'état-major de la station navale de la mer Baltique. À ce poste, il est promu Konteradmiral le 10 avril 1911. En octobre, il devient 2e amiral du IIe escadre de la flotte hauturière. 

### Première guerre mondiale
Le 4 août 1914, il fait bombarder les ports de l'Algérie française de Bône et Philippeville par  le SMS Breslau et le  SMS Goeben. Il déjoue ensuite les tentatives britanniques de capturer ces bâtiments en leur faisant prendre la fuite et trouver un abri dans les Dardanelles, où ils arrivent le 10 août 1914.
L'Empire ottoman étant officiellement un État neutre, il ne peut abriter les navires belligérants plus de 24 heures selon les traités internationaux. Pour contourner cette obligation et sous le couvert d'une vente fictive, le SMS Goeben et le SMS Breslau passent sous pavillon ottoman.
Le 29 octobre 1914, Souchon fait bombarder les ports russes de Sébastopol et d'Odessa, jouant ainsi un rôle déterminant dans l'entrée en guerre de la Russie contre l'Empire ottoman.
Pendant les trois années suivantes, Souchon tente de réformer la marine turque et conduit une série de raids sur les ports russes de la mer Noire. Promu vice-amiral, il reçoit la croix Pour le Mérite, la décoration militaire la plus élevée, le 29 octobre 1916.
Souchon rentre en Allemagne en septembre 1917, où il reçoit le commandement de la 4e escadre de la Hochseeflotte (Flotte de Haute Mer). 
Mis à disposition du Haut-commandement, il est affecté en octobre 1918 au commandement de la base maritime de la Baltique et nommé en outre gouverneur militaire de Kiel. Lorsqu'éclate la mutinerie des marins de Kiel, il tente (le 3 novembre 1918) de reprendre le contrôle par la force. L'intervention de ses hommes fait au moins 8 morts sans ramener l'ordre. Il est contraint dès le lendemain de libérer les matelots mis aux arrêts pour entrer en négociation avec Karl Artelt (en) et d'autres membres des conseils de soldats de Kiel, ainsi qu'avec les délégués du SPD et de l’USPD. Manquant à sa parole avec Artelt, Souchon fait intervenir des troupes de relève pour écraser l'insurrection, mais les contingents qu'il attendait désertent ou rejoignent les insurgés. Le député SPD Gustav Noske, qu'il avait rencontré à Kiel le soir du 4 novembre, le relève de ses fonctions de gouverneur le 7 dans la journée.
Wilhelm Souchon prend sa retraite en 1919. En 1932, il est invité avec l’amiral Erich Raeder, chef de la marine allemande, à prononcer au cimetière de Ohlsdorf à Hambourg un discours en hommage au dernier commandant de la flotte de haute mer, l’amiral Franz von Hipper.